# Alessandra Martines
Alessandra Martines (* 19. September 1963 in Rom) ist eine italienische Filmschauspielerin.

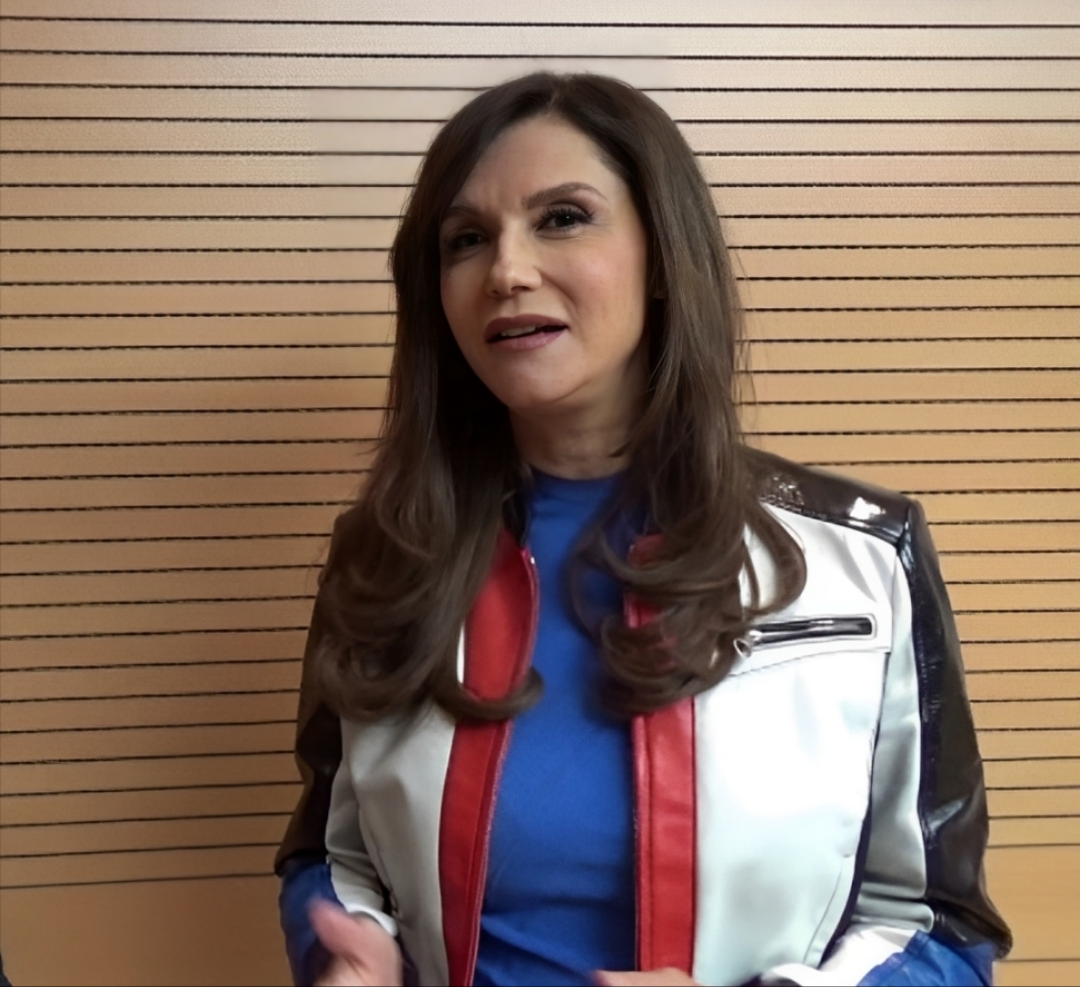
Alessandra Martines (2017)

## Leben
Alessandra Martines wuchs ab ihrem fünften Lebensjahr in Frankreich auf. In Paris absolvierte sie eine Schauspielschule. Im Alter von 15 Jahren stand sie im Schauspielhaus in Zürich auf der Bühne. 1981 zog sie in die Vereinigten Staaten, wo sie an Theatern in New York und Chicago arbeitete.
Ab Mitte der 1980er Jahre folgten erste Fernsehauftritte und Theaterengagements in Italien und Frankreich.
Bekannt geworden ist Martines, vor allem auch im deutschsprachigen Raum, durch ihre Titelrolle in Prinzessin Fantaghirò. Darüber hinaus wirkte sie in mehreren italienisch-französischen Koproduktionen mit, bei denen meist ihr damaliger Ehemann, der Oscarpreisträger Claude Lelouch, Regie führte. Die beiden lernten sich 1993 kennen und heirateten zwei Jahre später. Am 10. Oktober 1998 wurde ihre gemeinsame Tochter Stella geboren. 2008 ließen sich Martines und Lelouch scheiden.
Martines ist seit 2008 mit dem deutsch-französischen Schauspieler Cyril Descours liiert. Am 26. Oktober 2012 wurden sie Eltern eines Sohnes. Sie spricht neben ihrer Muttersprache Italienisch auch fließend Englisch und Französisch.

## Filmografie (Auswahl)
- 1988: Miss Arizona
- 1989: Sinbad – Herr der sieben Meere (Sinbad of the Seven Seas)
- 1989: Saremo felici
- 1989: Passi d’amore
- 1991: Pakt mit dem Tod (Colpo di coda)
- 1991–1996: Prinzessin Fantaghirò (Fantaghirò, Fernsehfilmreihe)
- 1993: Alles für die Liebe (Tout ça pour ça)
- 1995: Les Misérables (Les misérables)
- 1996: Männer und Frauen – Eine Gebrauchsanweisung (Hommes, femmes, mode d’emploi)
- 1998: Begegnung in Venedig (Hasards ou coïncidences)
- 1999: Une pour toutes
- 2001: Kinder haften für ihre Eltern (Mercredi, folle journée!)
- 2001: J’ai faim!!!
- 2002: Amnèsia
- 2002: And Now … Ladies & Gentlemen (And Now … Ladies & Gentlemen)
- 2003: Unter uns (Quelques jours entre nous)
- 2004: Le genre humain – 1ère partie: Les Parisiens
- 2005: Le courage d’aimer
- 2005–2010: Caterina e le sue figlie (Fernsehserie, 18 Folgen)
- 2007: L’heure zéro
- 2008: Tage oder Stunden (Deux jours à tuer)
- 2009: Tödlicher Schwarm – Sie greifen an! (Panique!, Fernsehfilm)
- 2009: La reine et le cardinal (Fernsehfilm)
- 2009: L’onore e il rispetto (Fernsehserie, 6 Folgen)
- 2011: Das Wunder von Lourdes (Je m’appelle Bernadette)
- 2011: Kommissar Rex (Fernsehserie, Folge 13x10)
- 2014: Furore: Il vento della speranza (Fernsehserie, 6 Folgen)
- 2017: Il bello delle donne... alcuni anni dopo (Fernsehserie, 8 Folgen)